# ジョグリング

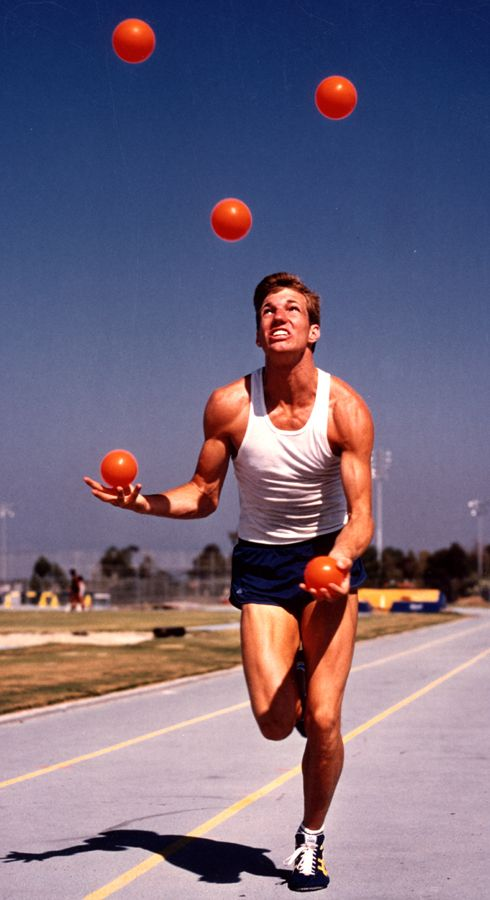
ジョグリング

ジョグリング（Joggling）はジャグリングをしながら走るというスポーツ。ジャグリング（Juggling）とジョギング（jogging）を合わせた造語。走る距離は、100mから5000m、1600mリレーやフルマラソン（42.195km）など様々である。

## ルール
- 落とした場合、落とした場所に戻って走りなおす。
- 3ボールに関しては、投げるリズムと足のステップを合わせる。
  - 4ボール以上の場合はこの限りではない。
  - ただし、厳密にこのルールが守られていない場合もある。

## 大会
ジョグリングの世界大会が、IJAによって毎年行われている。また近年、アルバート･ルーカスの主催によって the International Sport Juggling Federationにおいてもジョグリングの大会が行われている。

## 世界記録
ギネスブックによる世界記録は次の通り。
- Kirk Swenson (16:55, 5km, 1986)
- Owen Morse (13.8, 100m, 5 balls, 1988; 11.68, 100 meters, 3 balls, 1989; 57.4, 400 meters, 3 balls, 1990)
- Owen Morse, Jon Wee, Tuey Wilson, and Albert Lucas (3:57.4, mile relay, 1990)
- Will Howard (4:42, 1マイル, 2003)
- Zach Warren (2:52.15, マラソン, 2006)